# Вульф, Иван Петрович
Ива́н Петро́вич Ву́льф (1741 — 24 марта 1814) — орловский губернатор в 1798—1800 годах. Владелец и устроитель усадьбы Берново. Дед Анны Керн.

## Биография
Иван Петрович Вульф родился в Санкт-Петербурге. Он был представителем дворянского рода Вульфов, родоначальником которого был его дед, Гавриил Васильевич Вульф, «иноземец», в 1679 году поступивший на русскую службу. Отец же Ивана, Пётр Гавриилович, ещё задолго до его рождения служил при царевне Наталье Алексеевне, сестре Петра I, а после — бригадиром при Елизавете Петровне. Петр Гаврилович Вульф, псковский помещик, в 1729 капитан л-гв. Семеновского п., впоследствии бригадир. Жена Калитина, сестра быв. владельца Берновского имения Твер. губ. Усадьба Берново (первый владелец верхотурский воевода стольник Алексей Иванович Калитин , свояк Петра Гавриловича) расположена в Старицком районе, к северо-западу от районного центра, в живописном месте на реке Тьме.
В XVIII веке село Берново и многие земли Старицкого уезда были переданы Петру Гавриловичу Вульфу. За 24000 десятин земли, населенной крестьянами, П.Г Вульф заплатил всего 500 рублей. После его кончины земля перешла к сыну Ивану Петровичу Вульфу.
В пятнадцатилетнем возрасте Вульф был зачислен солдатом в лейб-гвардии Семёновский полк. В 1761 году он получил звание унтер-офицера, а в 1764 году — первый офицерский чин прапорщика. В 1769 году «по болезни» он ушёл в отставку «с награждением чином капитан-поручика». Оставив военную службу, Вульф вернулся в родовое имение в село Берново Старицкого уезда Тверской губернии, перешедшее к нему по наследству ещё в 1754 году после смерти отца. Здесь он был избран уездным предводителем дворянства, каковым оставался до 1788 года. В том же году он был награждён Орденом Святого Владимира IV степени.
В течение последующих 10 лет Вульф занимал различные должности в тверских учреждениях. Он был советником наместнического правления, судьёй совестного суда, председателем департамента палаты суда и расправы; производился в следующие чины. При назначении вице-губернатором во Владимир он уже значился действительным статским советником.

## Орловский губернатор
По Высочайшему указу от 14 декабря 1798 года Вульф был переведён на должность Орловского гражданского губернатора. 15 января следующего года он прибыл в Орёл и вступил в управление губернией.
Деятельность Вульфа на посту главы Орловской губернии отразилась в его распоряжениях и предписаниях. Так, в 1799 году по производившемуся в Мценском уездном суде делу о казённых лесах губернатор приказал принять меры к «их сбережению» и «для пресечения вкравшихся… злоупотреблений… без малейших отлагательств» произвести размежевание земель помещиков, имеющих «общие дачи» с казёнными поселянами.
Вульф уделял большое внимание нуждам Малороссийского кирасирского полка, который в то время квартировался в Орле. В частности, по его предписаниям были отремонтированы каменные конюшни, полковые госпиталь и гауптвахта, проводился сбор денег на строительство казарм.
В марте 1799 года Вульф направил орловскому городничему распоряжение о необходимости построения в Орле лазаретов «для случающихся в городе больных, одержимых сильными и опасными болезнями, кои, не получая надлежащего воспомоществования, теряют навсегда здоровье и гибнут иногда безвременно, а также на случаи из проходящих команд прилипчивыми болезнями заражённых военнослужителей».
Упоминание о Вульфе сохранилось в книге В. В. Измайлова «Путешествие в полудённую Россию. В письмах, изданных Владимиром Измайловым», вышедшей в 1802 году. Автор вспоминал, что однажды, гуляя по Орлу, он встретил незнакомого ему жителя города и спросил его о губернаторском доме и о том, каков орловский губернатор. И тот, по словам Измайлова, ответил ему:
…знаю то, что он добрый человек. Бедный до него доходит, притеснённый также
В соответствии с Высочайшими указами от 1 декабря 1799 года и 24 июня 1800 года в Орловской губернии осуществлялись ревизорские проверки сенаторами А. И. Голохвастовым и князем К. А. Багратионом. Ими была составлена сводная записка от 4 ноября 1800 года о результатах «осмотра присутственных мест». Ревизоры указали на то, что «производство и течение дел» в губернском правлении, казённой палате, департаментах суда и расправы, уездном и нижнем земском судах, в городском магистрате и думе — «исполняется в законном порядке», что, по их мнению, демонстрировало «рачительность и попечение господина гражданского губернатора 3 класса Вульфа» (3 класс в табеле о рангах означал чин тайного советника, который Вульф получил незадолго до ревизорской проверки), а также «способности чиновников», стоявших во главе перечисленных учреждений. Положительные отзывы со стороны ревизоров получила деятельность приказа общественного призрения, в ведении которого находились народные школы, «по старательному попечению и надзиранию губернатора» найденные «в исправности и порядке». Похвал удостоились городничий и полиция.
Однако не обошлось и без недостатков: ревизоры уведомили императора о том, что на 15 октября в губернии имелось «1895 нерешённых дел, из коих большая часть находится в нижних земских судах и городовых магистратах», а также о недоимке казённых сборов по губернии, которая «за прошлые годы и за 1 половину 1800 года» составила, «за исключением подлежащих к сложению» денег, 6929 рублей. Подтвердив, что казённой палатой «о взыскании той недоимки чинится должное настояние», оба ревизора сочли нужным рекомендовать губернатору и губернскому правлению «к большей в том успешности… чинить с неплательщиков строгое и неупустительное взыскание». 22 ноября 1800 года высочайшим указом Вульф был освобождён от службы.
Именно в период губернаторства Вульфа в Орле родилась его внучка, Анна Полторацкая-Керн. В своих мемуарах она впоследствии написала: «Я родилась в Орле, в доме моего деда Ивана Петровича Вульфа, который был там губернатором». О деде она отзывалась как о «высокой и добродетельной личности» и вспоминала:
Никто не слышал, чтобы он бранился, возвышал голос и никто никогда не встречал на его умном лице другого выражения, кроме его обаятельной доброй улыбки, так мастерски воспроизведённой в 1811 году карандашом Кипренского.

## Последние годы
После отставки Вульф поселился в своей усадьбе в селении Берново (сегодня в здании усадьбы расположен музей А. С. Пушкина), где жил в окружении членов своей большой семьи. 12 мая 1811 года, спустя год после смерти супруги, Вульф написал завещание, в котором указал, как будет разделено имение между его потомками после его смерти. Скончался 24 марта 1814 года.

## Семья
Жена — Анна Фёдоровна Муравьёва (1744—21.02.1811), дочь полковника Федора Артамоновича Муравьева и его супруги Евдокии Михайловны. Приходилась родственницей известным декабристам Никите и Александру Муравьёвым и братьям Матвею, Сергею и Ипполиту Муравьевым-Апостолам. Их отцы, Михаил Никитич Муравьёв и Иван Матвеевич Муравьев-Апостол, были двоюродными братьями Анны Фёдоровны. По отзыву внучки Керн, была настоящая аристократка, держала себя чрезвычайно важно, даже с детьми своими, несмотря на то, что входила во все мелочи домашнего хозяйства. Важничанье её происходило от того, что она бывала при дворе и была представлена императрице Марии Фёдоровне при Павле I. Похоронена рядом с мужем в усадьбе Берново Старицкого уезда. В браке родилось девять детей:
- Пётр (1768—1832) — статский советник, женат на Елизавете Петровне Розановой;
- Николай (1771—1813) — поручик, с 1799 года женат на Прасковье Александровне Вындомской (1781—1859);
- Екатерина (1773—1832) — супруга (с 20 февраля 1799 года)[5] Петра Марковича Полторацкого (1775—после 1851). Их дочь — Анна Керн;
- Фёдор (1774—1820) — отставной ротмистр кавалерии, женат на Вере Александровне Свечиной;
- Павел (1775—1858) — отставной поручик лейб-гвардии Семёновского полка, женат на Фридерике (в крещении Анне) Ивановне фон Буш (1794—1848);
- Иван (1776—1860) — отставной поручик лейб-гвардии Семеновского полка, с 1801 года женат на Надежде Гавриловне Борзовой (1784/1785—1849). Их старшая дочь Анна Ивановна («Netty»; не ранее 1801—1835), в замуж. Трувеллер;
- Никита (1780—после 1793), умер в юности;
- Наталья (1782—1855) — супруга исправника г. Старицы Тверской губернии штабс-ротмистра Василия Ивановича Вельяшева (1780—1856);
- Анна (1784—1873) — с 1816 года супруга капитан-лейтенант флота Павла Ивановича Понафидина (1784—1869), автора «Писем морского офицера (1806—1809)».